# بوب فارلي
بوب فارلي (بالإنجليزية: Bob Farley)‏ هو لاعب كرة قاعدة أمريكي، ولد في 15 نوفمبر 1937 في واتسونتاون في الولايات المتحدة.